# ヴィート・イェドリチカ
ヴィート・イェドリチカ（チェコ語: Vít Jedlička、1983年9月6日 - ）は、ミクロネーションであるリベルランド共和国の建国者であり、同国大統領。

## 経歴
1983年9月6日にチェコスロバキアで生まれる。イェドリチカの父親は度量衡研究所で働いていたが、チェコスロバキア共産党に反発したことがきっかけで度量衡研究所の事務職から解雇されている。
イェドリチカは「ガソリンスタンドチェーン店を開業する」という夢を持ち、実現させたが、1997年にチェコ国立銀行が金利を25％に引き上げると、イェドリチカの運営するガソリンスタンドは倒産寸前に追い込まれた。
イェドリチカの所属政党は2001年から市民民主党だったが、プラハ経済大学を卒業し、国際関係論の分野で学士号を取得すると、2009年に結党された自由市民党(現在のスヴォボドニー)の党員となった。
2015年、長年チェコ政府に対して反抗的な態度を示してきたイェドリチカは、第3代アメリカ大統領のトーマス・ジェファーソンの誕生日である4月13日に無主地であったゴルニャ・シガにリベルランドの建国を宣言した。また、イェドリチカはリベルランド建国と同時に一部の国々や国連に外交文書を送っている。
イェドリチカはリベルランドを建国した理由について「不必要な規制や税金の負担によって生活を不愉快にする政府に抑圧されることなく、正直な人々が繁栄できる国を建設することである。」と語っている。

## 人物
- チェコの地方議会の議員であった。

- BS11『世界の国境を歩いてみたら…』第13回に登場した。
- リバタリアンである[3]。
- クロアチアを経由してリベルランドに入国しようとしたが、警察に逮捕され、罰金を支払わされた[3]。

## ギャラリー

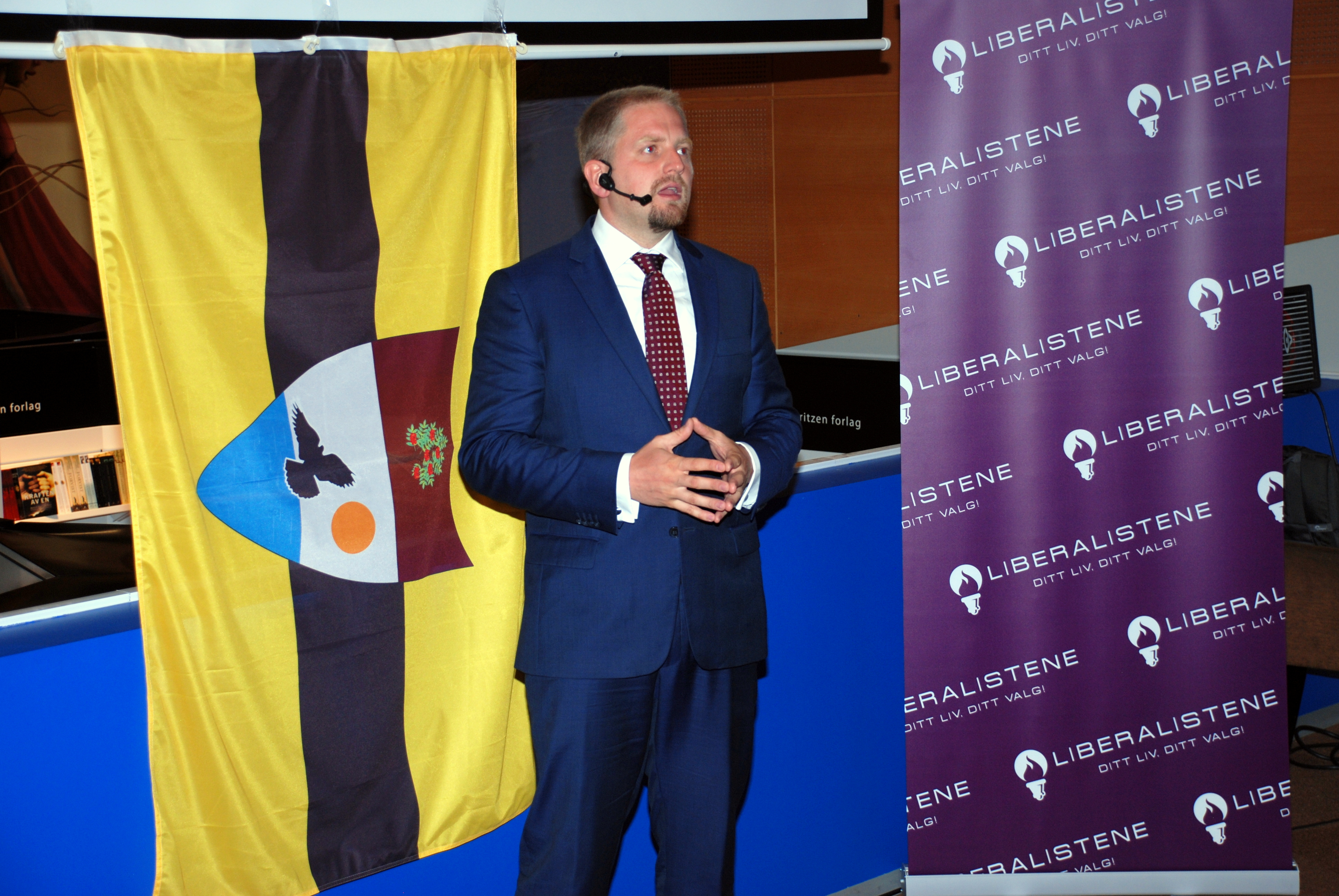
オスロの書店で開かれたイベントにて
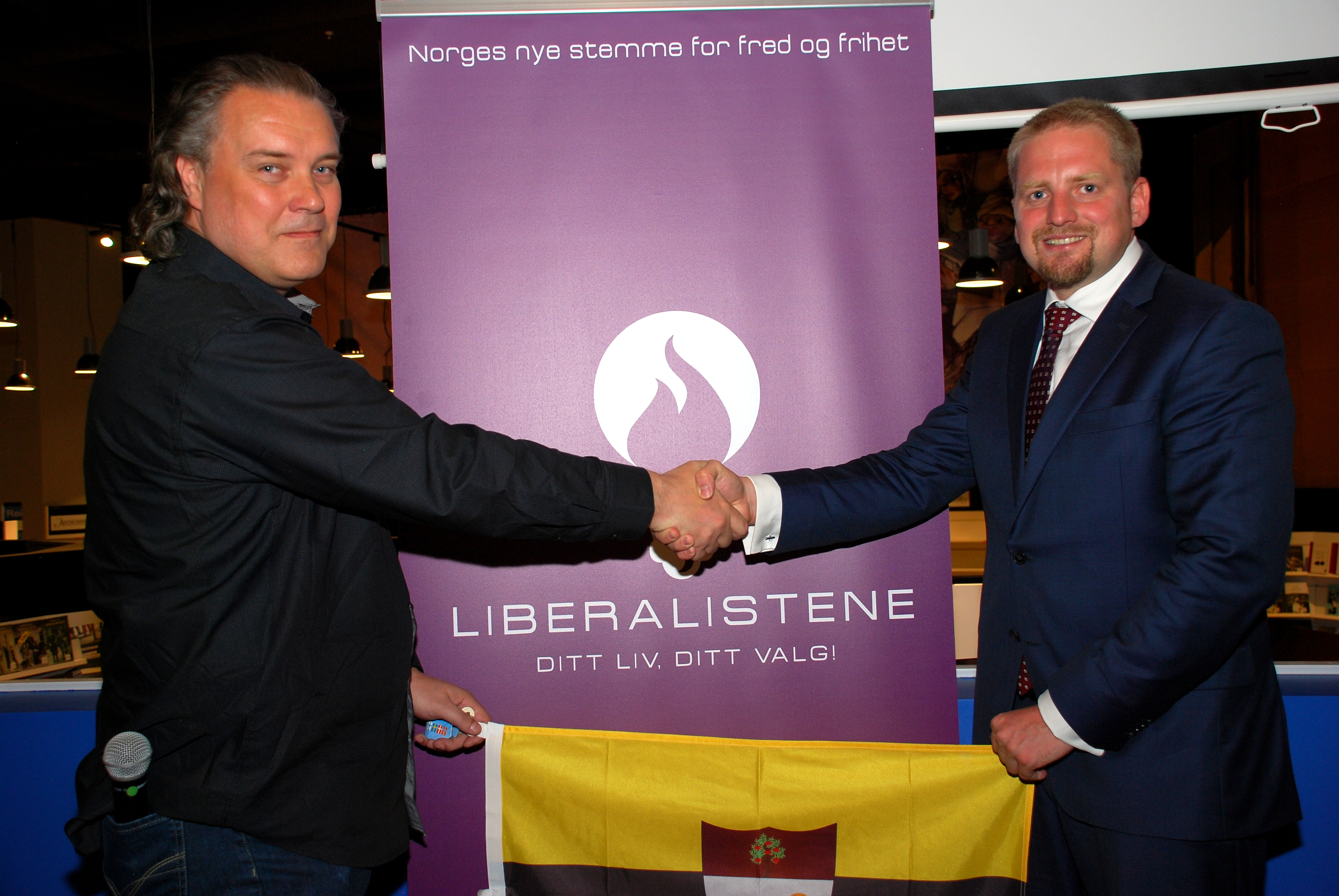
オスロの書店で開かれたイベントにて
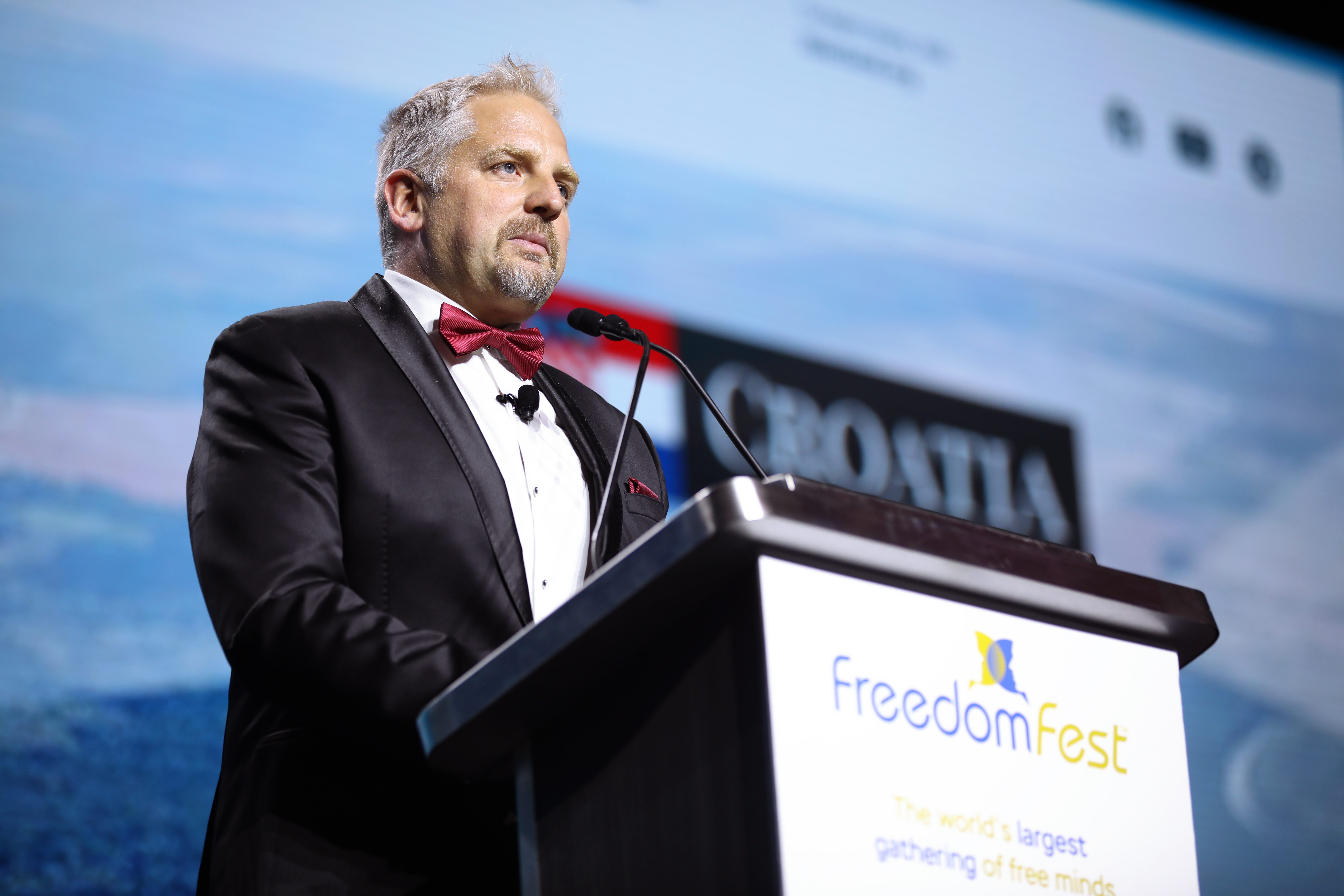
ネバダ州ラスベガスで開かれたイベントにて演説をするイェドリチカ
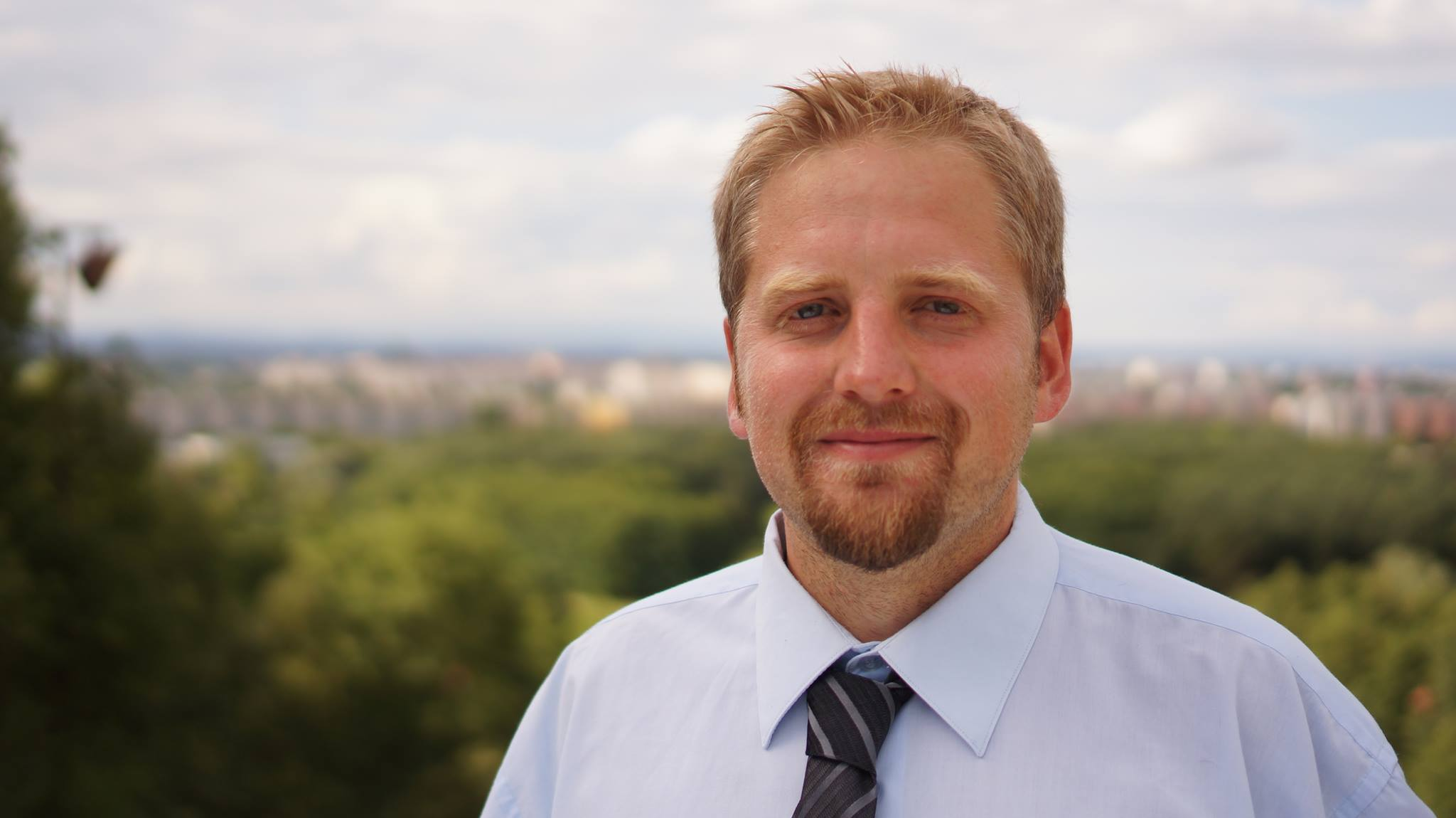
フラデツ・クラーロヴェーにて
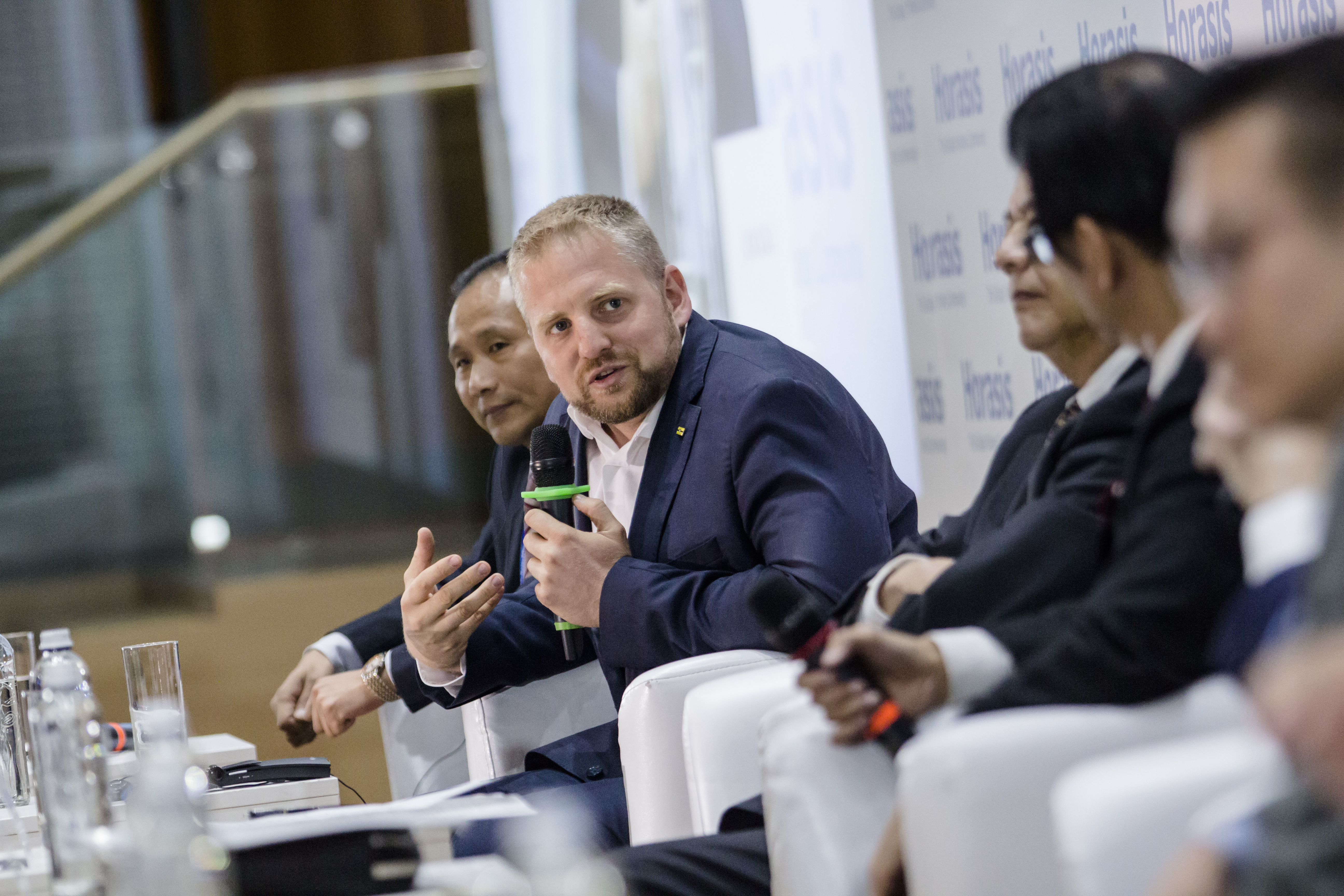
ホラシス中国会議2018にて
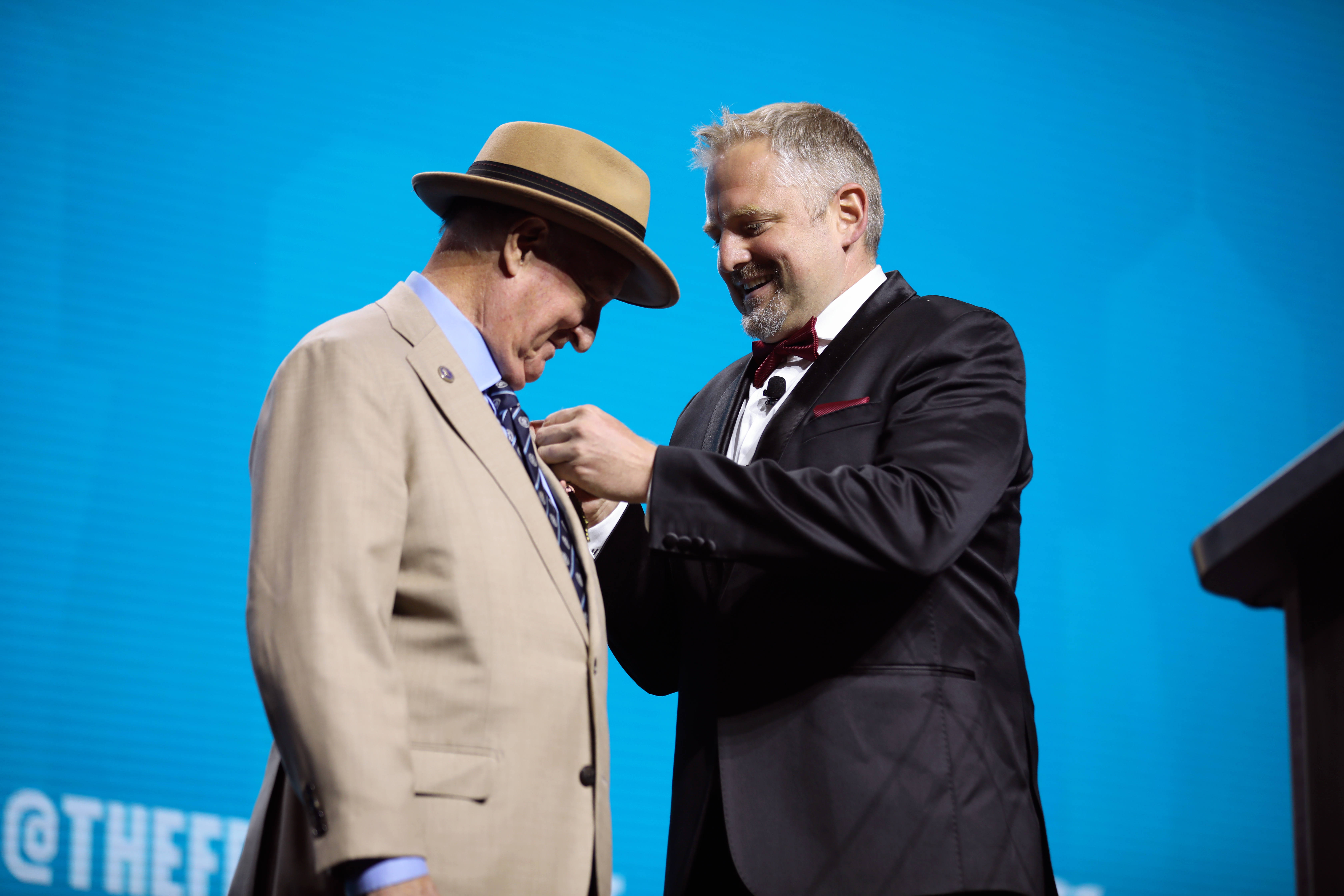
ネバダ州ラスベガスで開かれたイベントでマーク・スコーセン（英語版）と共に